# Sakineh Mohammadi Ashtiani
Sakineh Mohammadi Ashtiani (nacida en Tabriz, 1967) en mayo de 2006 fue condenada a recibir 99 latigazos por mantener una "relación ilícita" con dos hombres. Con posterioridad, fue declarada culpable de tener una "relación extramatrimonial" y condenada a mori rpor lapidación.
Su caso se dio a conocer por la acción de organizaciones de defensa de los derechos humanos.Tanto su abogado, que fue exiliado en Noruega, como las organizaciones de derechos humanos consideraron que esa confesión fue forzada. Amnistía Internacional iniciaron una campaña para evitar su muerte. Su sentencia fue conmutada y fue puesta en libertad en 2014 tras cumplir nueve años en el corredor de la muerte.